# Cattedrale di Roda de Isábena
L'antica cattedrale di San Vincenzo Martire (in spagnolo: Catedral de San Vicente martír) si trova a Roda de Isábena, un villaggio presso Isábena, in Spagna, ed è attualmente chiesa parrocchiale per la diocesi di Barbastro-Monzón.

## Storia
L'attuale chiesa parrocchiale di San Vincenzo e San Valero, a Roda de Isábena, fu costruita nella prima metà del X secolo e consacrato per la prima volta in onore di San Vincenzo Martire dal vescovo Odisendo, il 1º dicembre dell'anno 956. Fu ridotta in rovina nel 1006 dai saraceni, quindi restaurata e riconsacrata dal vescovo Arnulfo entro l'anno 1030, in onore di San Vicente e San Valero. Il 27 dicembre 1170 ricevette le reliquie del vescovo San Ramon.
La chiesa è stata dichiarata monumento nazionale il 17 gennaio 1924.

## Galleria d'immagini

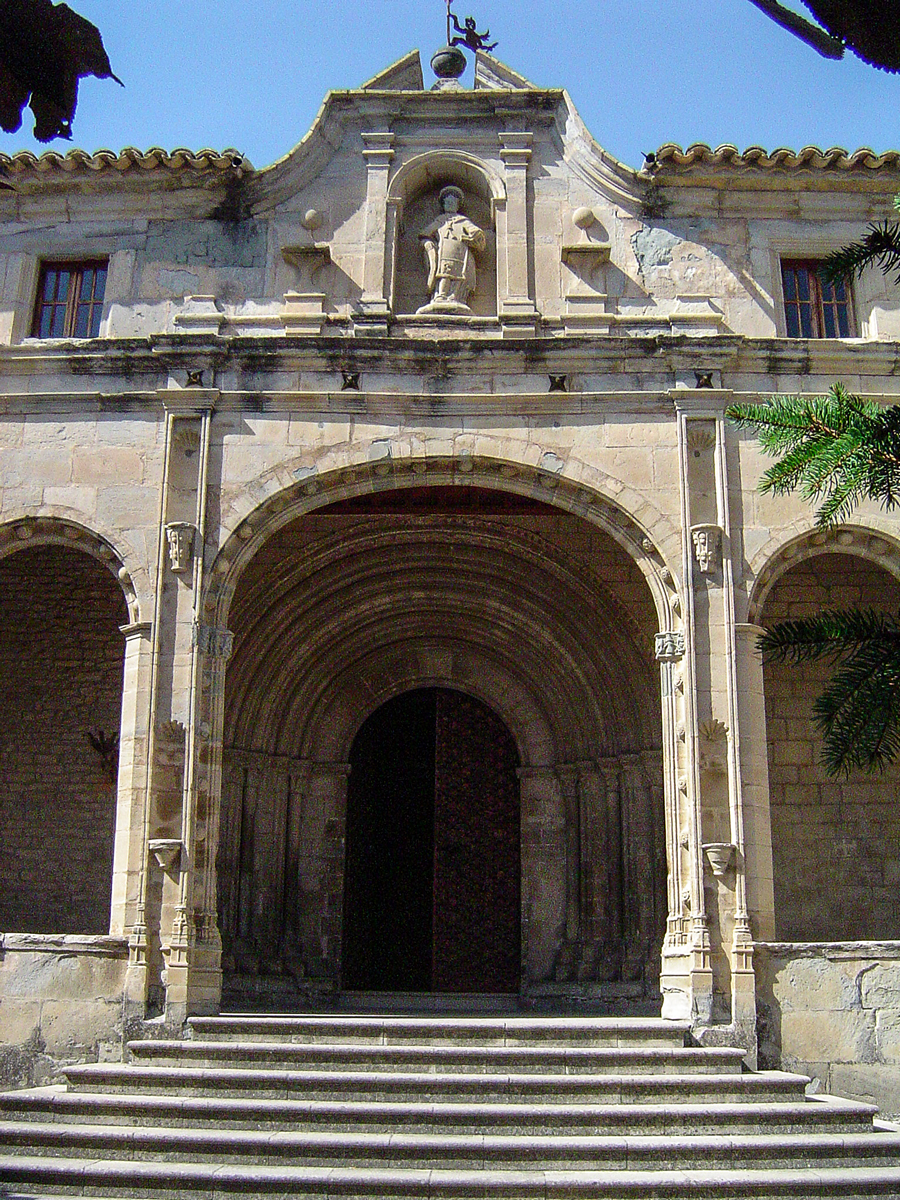
Facciata
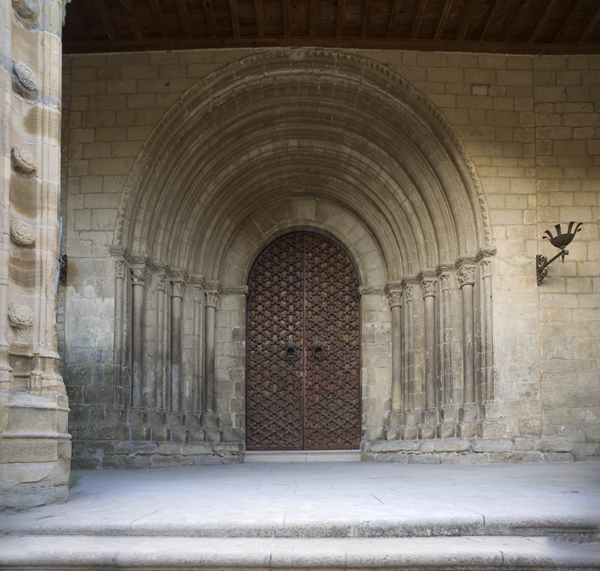
Portale
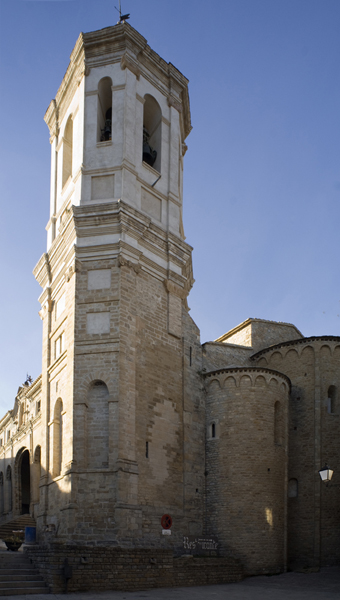
Torre campanaria
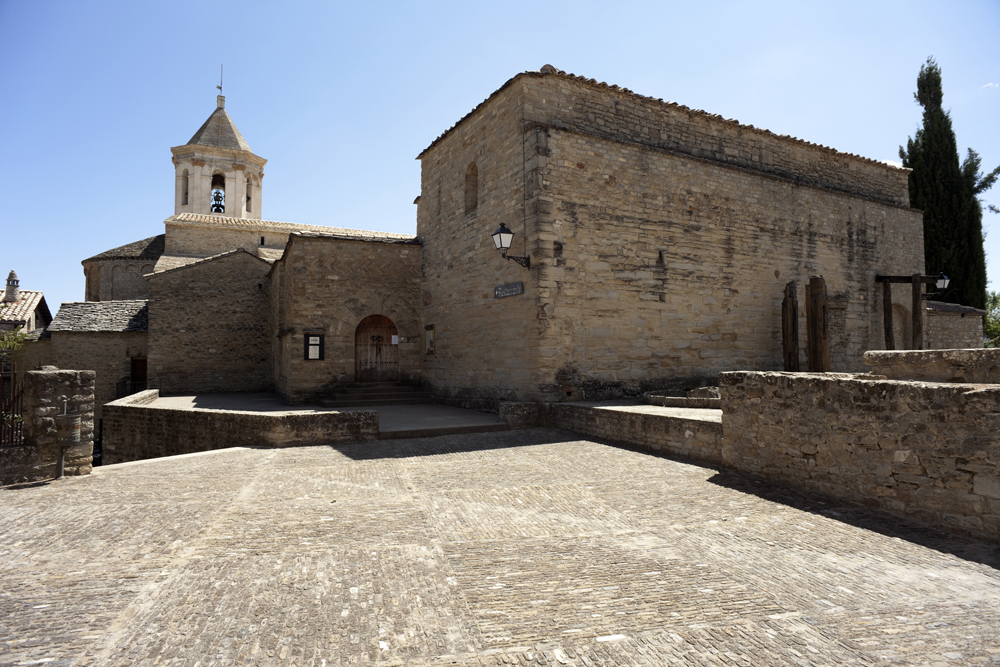
Retro
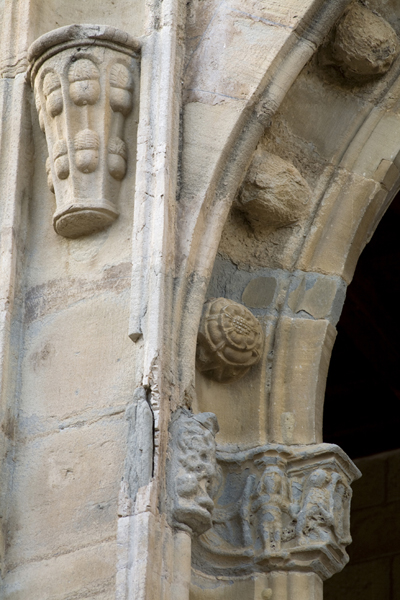
Particolari del portale
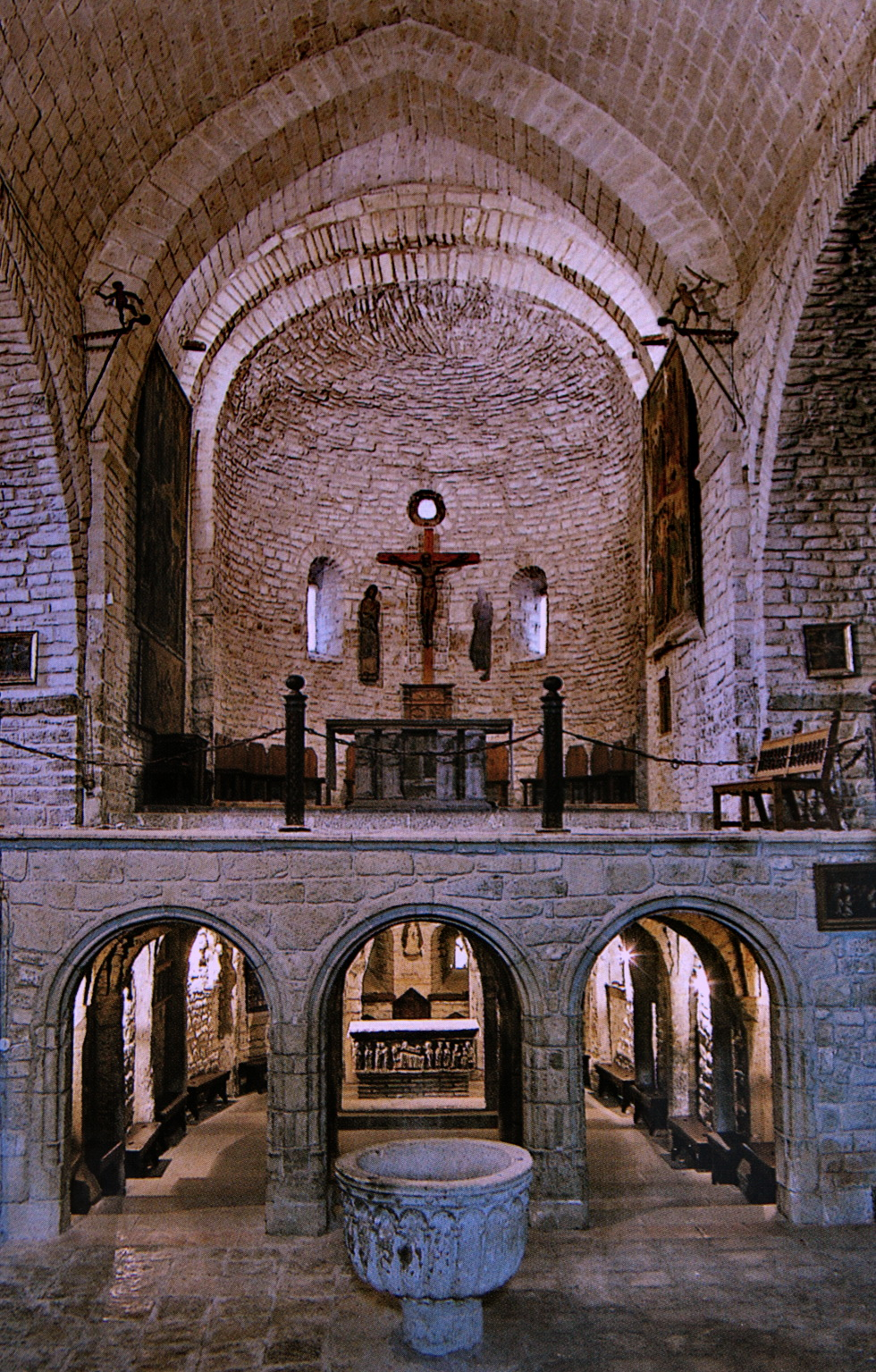
Cripta